# Jarosław Stolarski
Jarosław Stolarski – polski paleontolog, badacz koralowców kopalnych i współczesnych oraz procesów biomineralizacji, członek-korespondent Polskiej Akademii Umiejętności, aktywny naukowo od lat 90. do chwili obecnej (2025).

## Elementy biografii
W 1988 ukończył studia na Wydziale Geologii Uniwersytetu Warszawskiego. Jego dalsza kariera naukowa jest związana z Instytutem Paleobiologii PAN, gdzie w 1997 uzyskał stopień doktora na podstawie rozprawy przygotowanej pod kierunkiem Ewy Roniewicz. W latach 1998–1999 pracował w Smithsonian Institution w Waszyngtonie. W 2005 uzyskał habilitację w Instytucie Paleobiologii PAN. W latach 2007–2014 był redaktorem naczelnym czasopisma Acta Palaeontologica Polonica. W 2014 otrzymał tytuł profesora nauk o Ziemi. Laureat nagród naukowych Wydziału II PAN (2008 indywidualna, 2017 K. Frankowiak & J. Stolarski). Od 2018 pełni funkcję dyrektora Instytutu Paleobiologii PAN. Jego doktorantem był Przemysław Gorzelak.

## Osiągnięcia naukowe

### Znaczenie w historii nauki

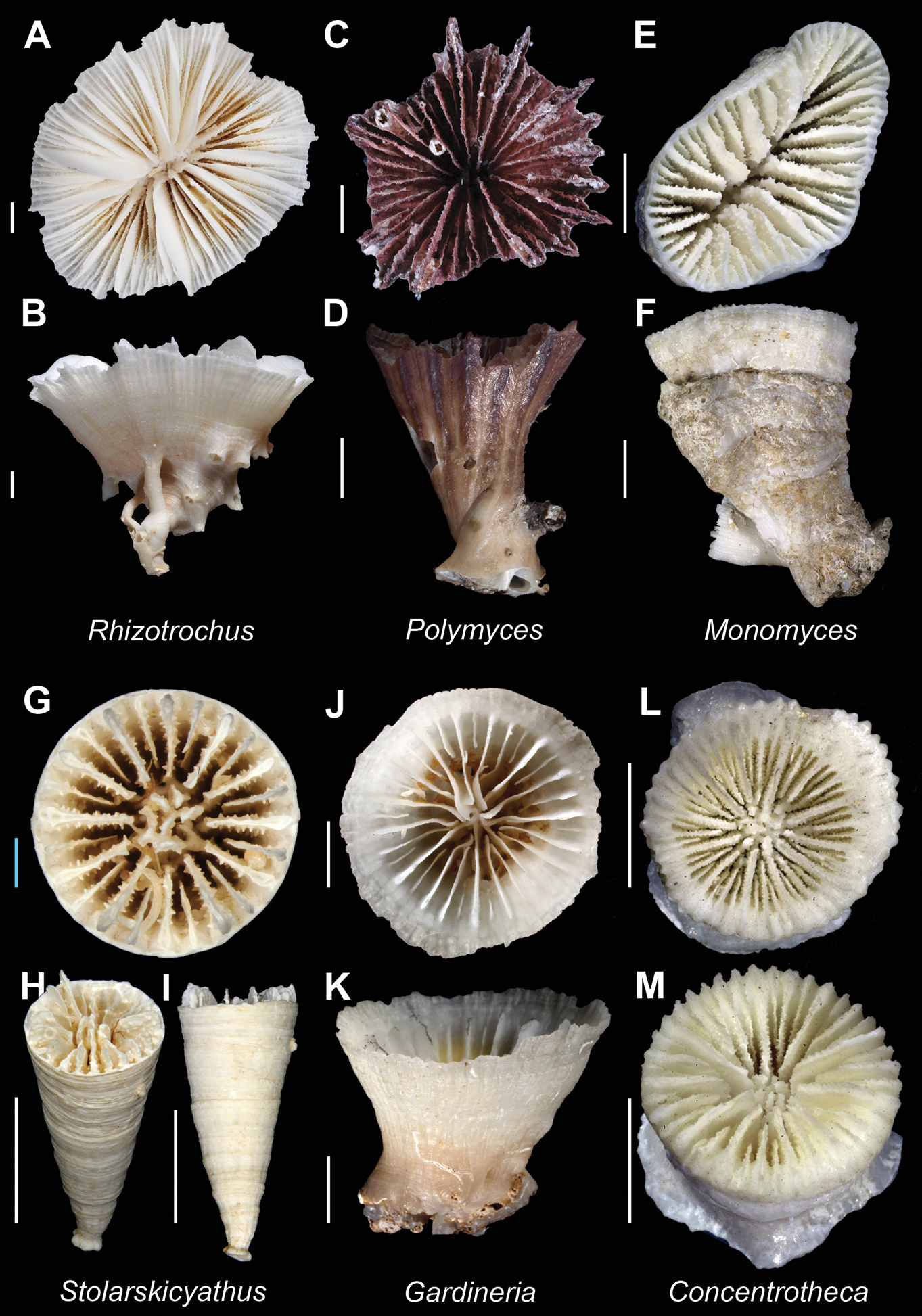
Szkielety dzisiejszych osobniczych koralowców madreporowych, między innymi przedstawicieli rodzajów Gardineria Vaughan, 1907 (typu rodziny Gardineriidae Stolarski, 1996) oraz Stolarskicyathus Cairns, 2004

Zainteresowania badawcze Stolarskiego skupiają się na koralach madreporowych oraz strukturach i procesach biomineralizacyjnych. Wskazał, że korzenie ewolucyjne koralowców madreporowych sięgają do paleozoiku, a ordowickie koralowce zaliczane do nieformalnej grupy Scleractiniamorpha są prawdopodobnie spokrewnione ze Scleractinia. Wykazał, że niektóre dzisiejsze i kopalne koralowce madreporowe, wbrew powszechnie przyjętemu poglądowi o tym, że ich szkielet zbudowany jest tylko z jednego minerału (aragonitu), mogły tworzyć szkielet kalcytowy. W oparciu o badania mikrostruktury szkieletu i analizy stabilnych izotopów azotu wykazał (we współautorstwie), że rozwój raf w późnym triasie (ok. 220 mln lat temu) był efektem fotosymbiozy koralowców. Zaproponował nowy modelu wzrostu szkieletu koralowców (wraz z nową terminologią), który został potwierdzony poprzez eksperymentalne badania z wykorzystaniem znakowań izotopowych. Wykazał istnienie różnic w nanostrukturze (strukturze badanej w skali nanometrów) aragonitu tworzonego biogenicznie i abiogenicznie.
Zajmuje się paleoproteomiką.
Opisał samodzielnie lub we współautorstwie nowe rodziny dzisiejszych Scleractinia: Gardineriidae Stolarski, 1996; Schizocyathidae Stolarski, 2000; Stenocyathidae Stolarski, 2000; Coscinaraeidae Benzoni, Arrigoni, Stefani & Stolarski 2012 oraz Deltocyathidae Kitahara, Cairns, Stolarski & Miller, 2012. Opisał (we współautorstwie) nowe rodzaje dzisiejszych Scleractinia: Paraechinophyllia Arrigoni, Berumen, Stolarski, Terraneo & Benzoni, 2018 oraz Dennantotrochus Kitahara, Vaga & Stolarski.

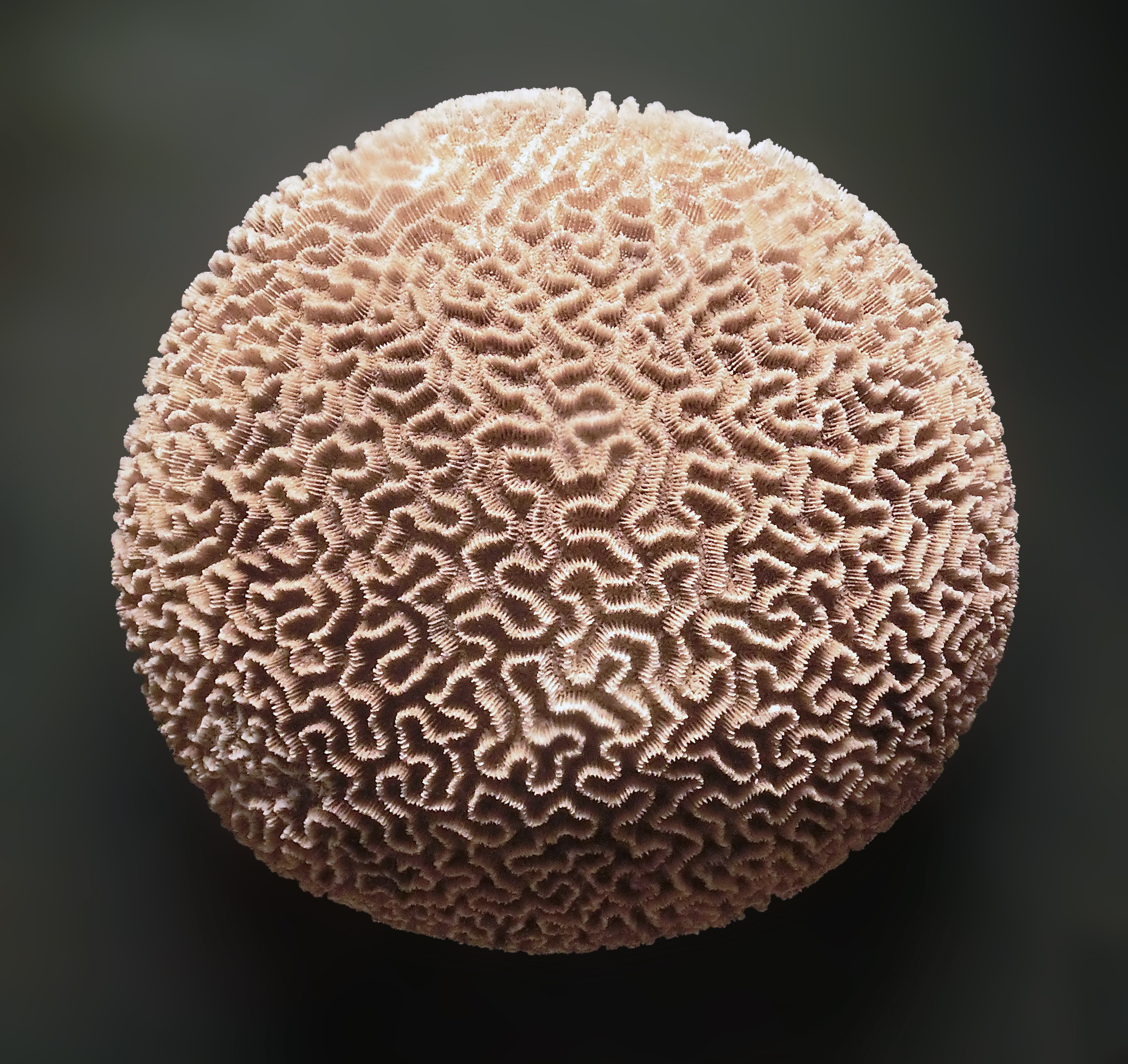
Szkielet dzisiejszego kolonijnego koralowca madreporowego

Jest współredaktorem i współautorem powstającej rewizji części Treatise on Invertebrate Paleontology poświęconej koralom madreporowym.

### Wybrane publikacje
- Miocene Scleractinia from the Holy Cross Mountains, Poland (cz. 1 – 1991[26]; cz. 2 – Roniewicz & Stolarski, 1991[27])
- Słoneczna symbioza (1994)[28]
- Paleofakty (Machalski & Stolarski, 1998)[29]
- Three-dimensional micro-and nanostructural characteristics of the scleractinian coral skeleton: a biocalcification proxy (2003)[15]
- A Cretaceous scleractinian coral with a calcitic skeleton (Stolarski et al., 2007)[12]
- The ancient evolutionary origins of Scleractinia revealed by azooxanthellate corals (Stolarski et al., 2011)[11]
- A unique coral biomineralization pattern has resisted 40 million years of major ocean chemistry change (Stolarski et al., 2016)[30]

## Upamiętnienie
Na jego cześć nazwano rodzaj dzisiejszego koralowca Stolarskicyathus Cairns, 2004 oraz gatunek kredowego (walanżyńskiego) ślimaka Leucothina stolarskii Kaim, 2004 (Heterobranchia, Amathinidae).